# Erechthius
Erechtius d’Antioche de Pisidie est l'auteur des écrits catalogués sous les n°6163-6164 dans la Clavis Patrum Græcorum, index des œuvres des Pères de l'Église grecque.

## Sources
- Histoire générale des auteurs sacrés et ecclésiastiques, volume 16, page 318, de Remy Ceillier